# George Sutherland
 (septembre 2022).
Si vous disposez d'ouvrages ou d'articles de référence ou si vous connaissez des sites web de qualité traitant du thème abordé ici, merci de compléter l'article en donnant les références utiles à sa vérifiabilité et en les liant à la section « Notes et références ».
George Alexander Sutherland (25 mars 1862 – 18 juillet 1942) est un juriste d'origine britanno-américaine et un homme politique. Il est l'un des quatre nommé à la Cour Suprême du président Warren G. Harding, il sert comme juge assesseur à la Cour Suprême américaine entre 1922 et 1938. En tant que membre du Parti républicain, il représente l'Utah dans les deux chambres du Congrès.

## Début de carrière
Après son admission au barreau du Michigan, il se marie Rosamond Lee en 1883, leur mariage est heureux, et il a deux filles et un fils. Après son mariage, Sutherland retourne dans le territoire de l'Utah, où il rejoint son père (qui est aussi avocat) dans un partenariat à Provo. En 1886, ils arrêtent leur association et Sutherland s'associe avec Samuel Thurman, futur juge en chef de la Cour suprême de l'Utah. Après une campagne électorale, sans succès, en tant que candidat du Parti Libéral à la mairie de Provo, Sutherland déménage à Salt Lake City en 1893. Là, il rejoint l'un des principaux cabinets d'avocats, et l'année suivante est l'un des organisateurs du barreau de l'État d'Utah. En 1896, il est élu, en tant que candidat républicain, au poste de sénateur de l'Utah au Sénat des États-Unis, où il sert en tant que président de la Commission Judiciaire du sénat.

## Au Congrès
En 1900, Sutherland est investi par le Parti républicain comme candidat pour le siège de représentant de l'Utah à la Chambre des représentants des États-Unis. Lors de l'élection, Sutherland bat de justesse le démocrate titulaire, William H. King, par 241 votes sur un total de 90 000 votes. Il sert en tant que Représentant au 57e Congrès, où il combat pour maintenir le tarif sur le sucre.